# Středomoravský župní přebor 2001/2002
V soubojích 14. ročníku Středomoravského župního přeboru 2001/02 (jedna ze skupin 5. fotbalové ligy) se utkalo 16 týmů každý s každým dvoukolovým systémem podzim–jaro. Tento ročník začal v srpnu 2001 a skončil v červnu 2002.
Jednalo se o zatím poslední ročník Středomoravského župního přeboru. Po sezoně došlo k reorganizaci soutěží (župy → kraje) a v dalším ročníku se hrál již Přebor Zlínského kraje.

## Nové týmy v sezoně 2001/02
- Z Divize D 2000/01 ani z Divize E 2000/01 nesestoupilo do Středomoravského župního přeboru žádné mužstvo.
- Ze skupin I. A třídy Středomoravské župy 2000/01 postoupila mužstva SK Vizovice a FC Štěrkovna Ostrožská Nová Ves.

## Konečná tabulka
Zdroje: 
| Poř. | Tým                                 | Z  | V  | R | P  | VG | OG | B  |
| ---- | ----------------------------------- | -- | -- | - | -- | -- | -- | -- |
| 1.   | FC Morkovice                        | 30 | 20 | 5 | 5  | 68 | 23 | 65 |
| 2.   | FC Veselí nad Moravou               | 30 | 20 | 4 | 6  | 78 | 32 | 64 |
| 3.   | TJ ŽHS Šardice                      | 30 | 16 | 8 | 6  | 54 | 29 | 56 |
| 4.   | FC Inpos Kostelec                   | 30 | 16 | 5 | 9  | 45 | 41 | 53 |
| 5.   | SFK Břestek                         | 30 | 14 | 4 | 12 | 51 | 40 | 46 |
| 6.   | SK Mogul Vacenovice                 | 30 | 13 | 7 | 10 | 43 | 44 | 46 |
| 7.   | FC Velké Karlovice + Karolinka      | 30 | 12 | 5 | 13 | 50 | 54 | 41 |
| 8.   | SK Vizovice (N)                     | 30 | 11 | 7 | 12 | 45 | 43 | 40 |
| 9.   | SK HS Hradčovice                    | 30 | 12 | 3 | 15 | 48 | 50 | 39 |
| 10.  | FC Viktoria Otrokovice              | 30 | 11 | 4 | 15 | 52 | 56 | 37 |
| 11.  | FC Štěrkovna Ostrožská Nová Ves (N) | 30 | 10 | 6 | 14 | 41 | 58 | 36 |
| 12.  | FC Vsetín                           | 30 | 11 | 3 | 16 | 35 | 54 | 36 |
| 13.  | TJ Spartak Hluk                     | 30 | 10 | 5 | 15 | 51 | 56 | 35 |
| 14.  | ČSK Uherský Brod                    | 30 | 10 | 3 | 17 | 43 | 62 | 33 |
| 15.  | TJ Sokol Kateřinice                 | 30 | 8  | 6 | 16 | 42 | 69 | 30 |
| 16.  | SK Vlachovice                       | 30 | 8  | 1 | 21 | 31 | 66 | 25 |

Poznámky:
- Z = Odehrané zápasy; V = Vítězství; R = Remízy; P = Prohry; VG = Vstřelené góly; OG = Obdržené góly; B = Body; (S) = Mužstvo sestoupivší z vyšší soutěže; (N) = Mužstvo postoupivší z nižší soutěže (nováček)

|  | Postup do Divize D 2002/03                           |
|  | Sestup do I. A třídy Zlínského kraje – sk. A 2002/03 |